# Asta e
Asta e este un film documentar românesc din 2001 regizat de Thomas Ciulei. Rolurile principale au fost interpretate de actorii Nicu Cârlan, Ionuț Tarasov și Varvara Cârlan. A avut premiera la 15 februarie 2001.

## Prezentare
Filmul prezintă viața a trei generații de locuitori ai Deltei Dunării.

## Distribuție
- Ionuț Tarasov
- Nicu Cârlan
- Pal Gheorghe
- Varvara Cârlan
- Toni Cârlan

## Primire
- 2001 - Belfort - Marele Premiu al juriului de film documentar
- 2001 - Kalamata - Premiul "Măslina de Aur"
- 2001 - Amsterdam - Premiul "Rembrandt de Argint"
- 2002 - Paris - Cinéma du Réel - Mențiune specială
- 2002 - Florența - Cinema dei popoli - Premiul pentru cel mai bun film documentar[2]